# Dianalund
Dianalund is een plaats en voormalige gemeente in de Deense regio Seeland, gemeente Sorø. De plaats telt 3866 inwoners (2008).

## Voormalige gemeente
De oppervlakte bedroeg 67,05 km². De gemeente telde 7406 inwoners waarvan 3645 mannen en 3761 vrouwen (cijfers 2005). Na de herindeling van 2007 werden de gemeentes Dianalund en Stenlille bij Sorø gevoegd.